# Samboninae
Samboninae is een onderfamilie van kreeftachtigen uit de klasse van de Ichthyostraca.

## Geslacht
- Sambonia Noc & Giglioli, 1922